# Список шифров
Некоторые известные нераскрытые шифры или криптограммы:
- Фестский диск
- Письменность долины Инда
- Линейное письмо А
- Рукопись Войнича
- Кодекс Copiale
- Кодекс Рохонци
- Записки Рикки Маккормика
- Ронго-ронго
- Кипу
- Криптос
- Письма, написанные Зодиаком
- Криптограммы Бейла
- Криптограмма Оливье Левассёр
- Заговор Бабингтона
- en:Shugborough inscription
- en:The Magic Words are Squeamish Ossifrage
- Криптограмма в рассказе «Золотой жук»
- Шифр Дорабелла
- en:D'Agapeyeff cipher
- en:Chaocipher
- Purple (шифровальная машина)
- en:Smithy code
- en:RSA Challenge
- Richard Feynman's Challenge Ciphers